# Wismes
Wismes [wim] est une commune française située dans le département du Pas-de-Calais en région Hauts-de-France.
La commune fait partie de la communauté de communes du Pays de Lumbres qui regroupe 36 communes et compte 24 187 habitants en 2021.
Le territoire de la commune est situé dans le parc naturel régional des Caps et Marais d'Opale.

## Géographie

### Localisation
Localisée dans le centre-nord du département du Pas-de-Calais, Wismes est une commune située, à vol d'oiseau, à 7 km au sud-ouest de la commune de Lumbres et à 17 km au sud-ouest de la commune de Saint-Omer (aire d'attraction et chef-lieu d'arrondissement).
Le territoire de la commune est limitrophe de ceux de sept communes.
Les communes limitrophes sont Affringues, Thiembronne, Elnes, Merck-Saint-Liévin, Nielles-lès-Bléquin, Vaudringhem et Wavrans-sur-l'Aa.

### Géologie et relief
La superficie de la commune est de 11,93 km2 ; son altitude varie de 73  à   191 mètres.

### Hydrographie
Le territoire de la commune est situé dans le bassin Artois-Picardie.
La commune est traversée par le Ruisseau du Marais, d'une longueur de 7,76 km, qui prend sa source dans la commune de Nielles-lès-Bléquin et se jette dans l'Aa au niveau de la commune d'Elnes et la Pourchinte, d'une longueur de 3,91 km, qui prend sa source dans la commune et se jette dans l'Aa au niveau de la commune d'Elnes.

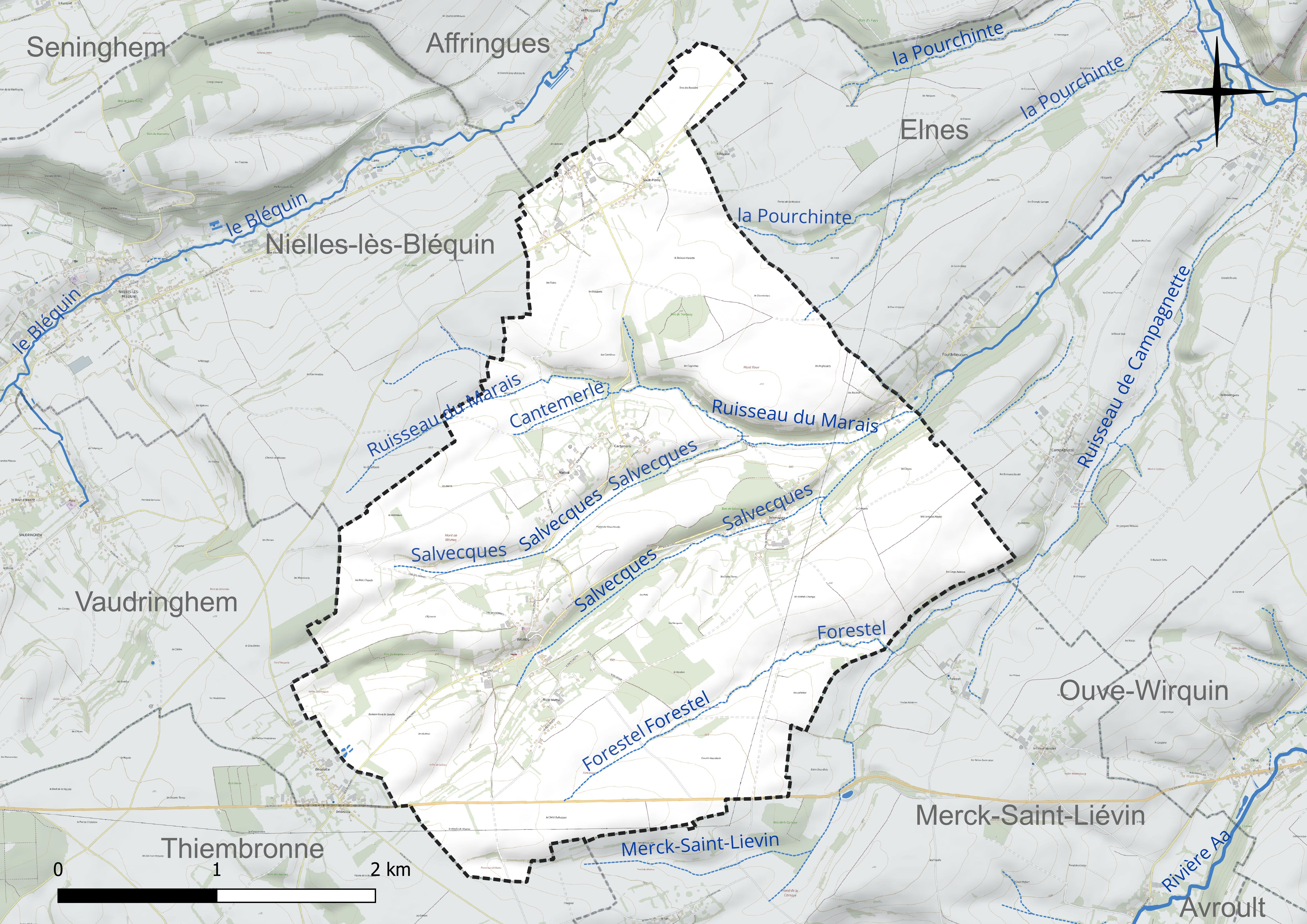
Réseau hydrographique de Wismes.

### Climat
Pour des articles plus généraux, voir Climat des Hauts-de-France et Climat du Pas-de-Calais.
En 2010, le climat de la commune est de type climat océanique franc, selon une étude du CNRS s'appuyant sur une série de données couvrant la période 1971-2000. En 2020, Météo-France publie une typologie des climats de la France métropolitaine dans laquelle la commune est exposée à un climat océanique et est dans la région climatique Côtes de la Manche orientale, caractérisée par un faible ensoleillement (1 550 h/an) ; forte humidité de l’air (plus de 20 h/jour avec humidité relative > 80 % en hiver), vents forts fréquents.
Pour la période 1971-2000, la température annuelle moyenne est de 9,9 °C, avec une amplitude thermique annuelle de 13,4 °C. Le cumul annuel moyen de précipitations est de 961 mm, avec 13 jours de précipitations en janvier et 9 jours en juillet. Pour la période 1991-2020, la température moyenne annuelle observée sur la station météorologique la plus proche, située sur la commune de Nielles-lès-Bléquin à 4 km à vol d'oiseau, est de 10,6 °C et le cumul annuel moyen de précipitations est de 976,9 mm,. Pour l'avenir, les paramètres climatiques de la commune estimés pour 2050 selon différents scénarios d'émission de gaz à effet de serre sont consultables sur un site dédié publié par Météo-France en novembre 2022.
| Mois                                  | jan.           | fév.           | mars          | avril         | mai           | juin          | jui.          | août          | sep.          | oct.          | nov.          | déc.          | année      |
| ------------------------------------- | -------------- | -------------- | ------------- | ------------- | ------------- | ------------- | ------------- | ------------- | ------------- | ------------- | ------------- | ------------- | ---------- |
| Température minimale moyenne (°C)     | 1,8            | 1,9            | 3,5           | 5,5           | 8,1           | 10,9          | 12,9          | 13,2          | 11            | 8,6           | 5,3           | 2,8           | 7,1        |
| Température moyenne (°C)              | 4              | 4,4            | 6,7           | 10            | 12,6          | 15,3          | 17,5          | 17,7          | 15,1          | 11,7          | 7,7           | 5,1           | 10,6       |
| Température maximale moyenne (°C)     | 6,3            | 7              | 10            | 14,4          | 17            | 19,7          | 22,2          | 22,2          | 19,2          | 14,8          | 10,1          | 7,3           | 14,2       |
| Record de froid (°C) date du record   | −12,2 18.01.13 | −14,4 04.02.12 | −6,9 01.03.18 | −2,6 07.04.08 | −0,1 14.05.10 | 3,6 14.06.12  | 6,6 01.07.08  | 7,5 24.08.14  | 4,7 29.09.22  | −0,3 23.10.07 | −6,2 29.11.10 | −9,5 18.12.10 | −14,4 2012 |
| Record de chaleur (°C) date du record | 15 01.01.22    | 17,4 24.02.21  | 23,1 31.03.21 | 25 19.04.18   | 27,3 21.05.20 | 32,8 21.06.17 | 40,8 25.07.19 | 35,5 09.08.20 | 32,1 05.09.13 | 28,3 01.10.11 | 21,2 01.11.15 | 15 19.12.15   | 40,8 2019  |
| Précipitations (mm)                   | 88,9           | 78,4           | 68,9          | 43,6          | 58,1          | 58,1          | 67            | 85,5          | 78,3          | 100,9         | 127,4         | 121,8         | 976,9      |

### Paysages
Pour un article plus général, voir Paysage en France.
La commune s'inscrit dans les « paysages des hauts plateaux artésiens » tels qu’ils sont définis dans l’atlas de paysages de la région Nord-Pas-de-Calais, conçu par la direction régionale de l'Environnement, de l'Aménagement et du Logement (DREAL),.
Ces paysages, qui concernent 77 communes du Pas-de-Calais, se situent à l'extrémité ouest des collines de l'Artois qui traversent le Pas-de-Calais d'Arras au Boulonnais. L'altitude de ces paysages dépassent les 180 mètres. Ces dimensions sont modestes, d'une quinzaine de kilomètres du sud-est au nord-ouest et d'une vingtaine de kilomètres dans sa dimension la plus grande.
Ces « paysages des hauts plateaux artésiens », appelés aussi « Haut Artois », se caractérisent par trois ensembles écopaysagers : 
- l'ensemble mésophile ouvert du plateau artésien calcaire ;
- l'ensemble alluvial des fonds de vallée de la Lys et de l'Aa ;
- l'ensemble calcicole des versants calcaires des vallées[13].

Le « Haut Artois » dispose d'une importante densité de corridors biologiques bien interconnectés.
Dans le « Haut Artois », pas de villes, c'est une des rares terres rurales de la région, les communes les plus importantes sont, du nord au sud, Lumbres, Fauquembergues et Fruges. Le « Haut Artois », drainé par l'Aa et la Lys, constitue le sommet de l'anticlinal artésien, paysage ventée, froid et aux précipitations importantes qui en font le château d'eau régional.
Leș cultures représentent environ 60 % des sols, les prairies entre 26 et 27 %, les bois de 5 à 8 % et les villages et bourgs de 5 à 8 %, l'industrie y est peu présente.

### Milieux naturels et biodiversité

#### Espace protégé
La protection réglementaire est le mode d’intervention le plus fort pour préserver des espaces naturels remarquables et leur biodiversité associée.
Dans ce cadre, la commune fait partie d'un espace protégé : le parc naturel régional des Caps et Marais d'Opale, d’une superficie de 132 499 hectares réparties sur 154 communes, géré par le syndicat mixte d'aménagement et de gestion du parc naturel régional des Caps et Marais d'Opale.

#### Zones naturelles d'intérêt écologique, faunistique et floristique
L’inventaire des zones naturelles d'intérêt écologique, faunistique et floristique (ZNIEFF) a pour objectif de réaliser une couverture des zones les plus intéressantes sur le plan écologique, essentiellement dans la perspective d’améliorer la connaissance du patrimoine naturel national et de fournir aux différents décideurs un outil d’aide à la prise en compte de l’environnement dans l’aménagement du territoire.
Le territoire communal comprend deux ZNIEFF de type 2 :
- la moyenne vallée de l’Aa et ses versants entre Remilly-Wirquin et Wizernes. La moyenne vallée de l’Aa et ses versants représentent un remarquable ensemble écologique associant des habitats très différents constituant des complexes de végétations souvent complémentaires[16] ;
- la vallée du Bléquin et les vallées sèches adjacentes au ruisseau d’Acquin. Cette ZNIEFF se situe sur les marges septentrionales du Haut-Pays d’Artois, en bordure des cuestas du Boulonnais et du pays de Licques[17].

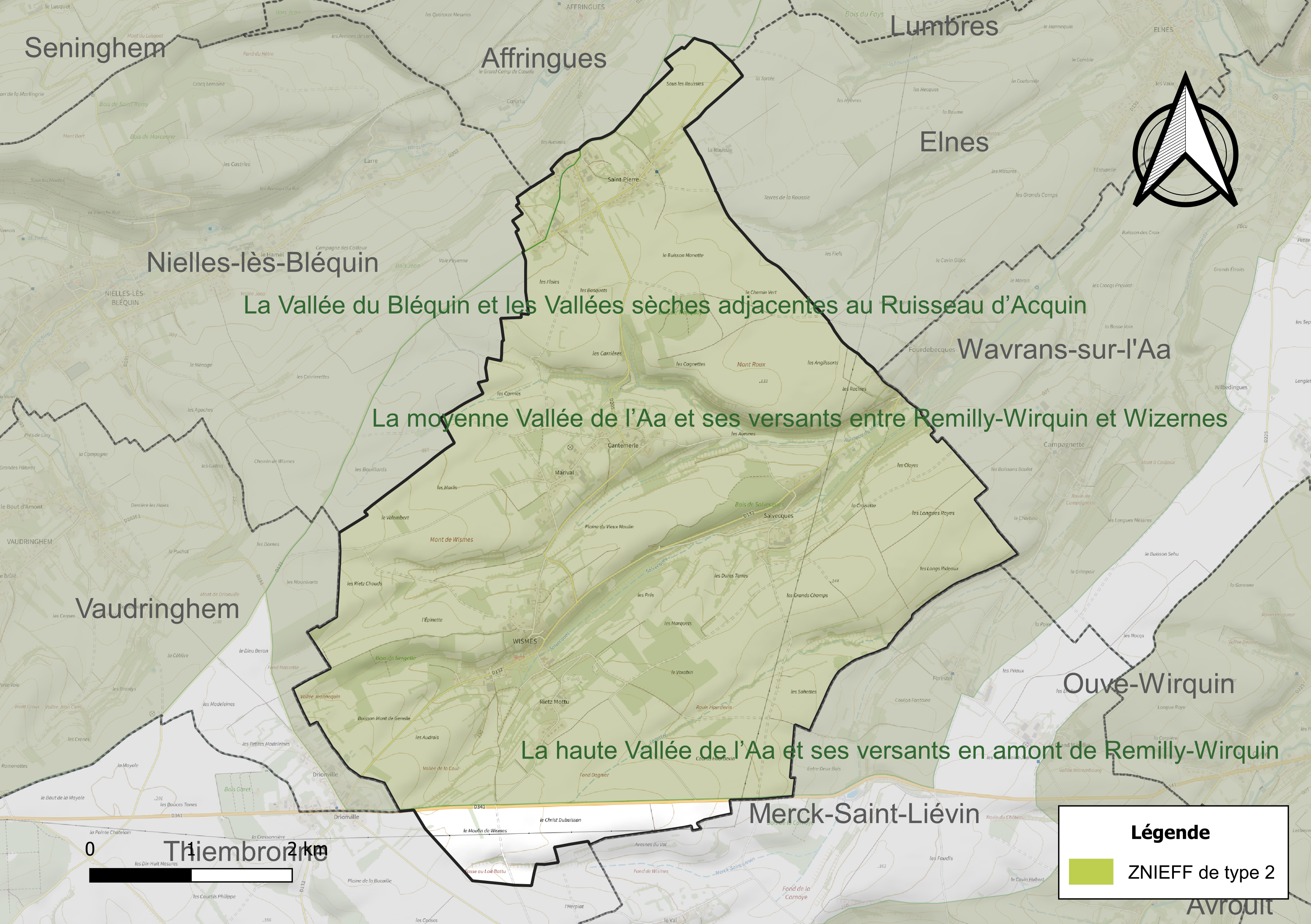
Carte des ZNIEFF sur la commune.

## Urbanisme

### Typologie
Au 1er janvier 2024, Wismes est catégorisée commune rurale à habitat dispersé, selon la nouvelle grille communale de densité à sept niveaux définie par l'Insee en 2022.
Elle est située hors unité urbaine. Par ailleurs la commune fait partie de l'aire d'attraction de Saint-Omer, dont elle est une commune de la couronne,. Cette aire, qui regroupe 79 communes, est catégorisée dans les aires de 50 000 à moins de 200 000 habitants,.

### Occupation des sols
L'occupation des sols de la commune, telle qu'elle ressort de la base de données européenne d’occupation biophysique des sols Corine Land Cover (CLC), est marquée par l'importance des territoires agricoles (96,5 % en 2018), une proportion identique à celle de 1990 (96,5 %). La répartition détaillée en 2018 est la suivante :
terres arables (62,3 %), zones agricoles hétérogènes (32,3 %), forêts (3,5 %), prairies (1,9 %). L'évolution de l’occupation des sols de la commune et de ses infrastructures peut être observée sur les différentes représentations cartographiques du territoire : la carte de Cassini (XVIIIe siècle), la carte d'état-major (1820-1866) et les cartes ou photos aériennes de l'IGN pour la période actuelle (1950 à aujourd'hui).

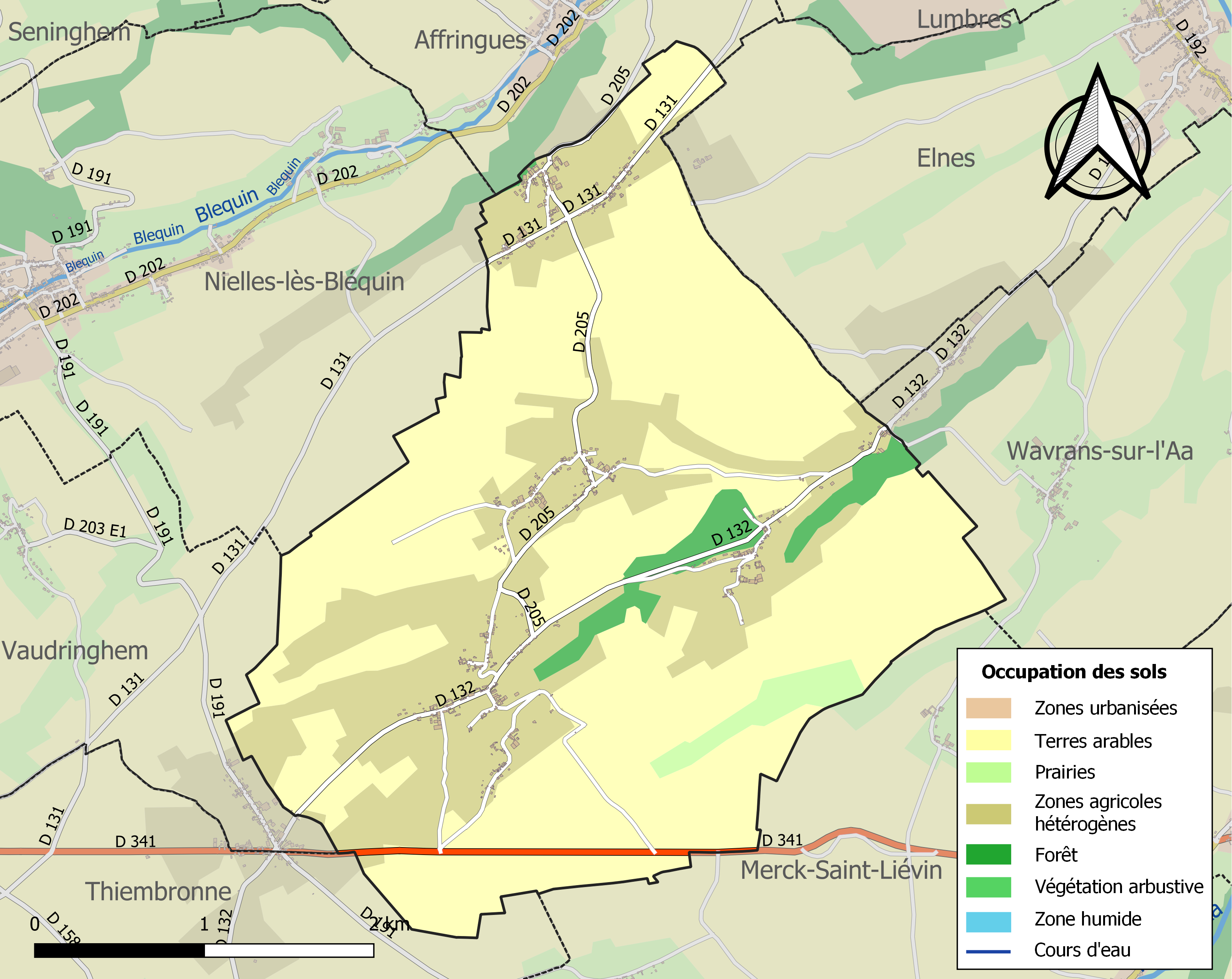
Carte des infrastructures et de l'occupation des sols de la commune en 2018 (CLC).

### Lieux-dits, hameaux et écarts
- Cantemerle

en picard, on dit des gens de Cantemerle :
« I vont su tros pattes conme chés kiens éd Cantemerle qui arvientte éd chés vrépes ».
Ils vont sur trois pattes comme les chiens de Cantemerle qui reviennent des vêpres.
- Fourdebecques
- Marival
- Rietz-Mottu
- Saint-Pierre-Wismes
- Salvecques

### Risques naturels et technologiques

#### Risque inondation
À la suite du passage des tempêtes Ciarán, Domingos et Elisa et des inondations et coulées de boue qui se sont produites, la commune est reconnue, par arrêté du 14 novembre 2023, en état de catastrophe naturelle pour inondations et coulées de boue sur la période du 2 au 12 novembre 2023, comme 179 autres communes du département.

## Toponymie
Le nom de la localité est attesté sous les formes Wimes (1105), Vima (1136), Wima (1168), Wime (1206), Wimme (1469), Wyme (XVe siècle), Wyma (v. 1512), Wymes (1528), Wismes (XVIIIe siècle).
Wismes est appelée Wijme en flamand.

## Histoire
Le site est occupé dès la préhistoire (découverte de silex taillés et polis près de Salvecques)[réf. nécessaire].
Saint Maxime arrive à Wismes vers le milieu du Ve siècle et y construit un oratoire dédié à saint André et à Marie. Selon la tradition, il aurait fait jaillir d'un coup de bâton une source à une centaine de mètres de l'oratoire.
Le corps de Saint Maxime est transféré en 954 dans la cathédrale de Thérouanne. Au XIIe siècle, une église romane est construite à la place de l'oratoire, soit par le chapitre de Thérouanne, soit par le chapitre de Saint-Omer. Construite en pierre blanche locale, elle ne comporte qu'une seule nef et une tour carrée. Du XIIIe au XIVe, l'église est enrichie de nefs latérales, et avec ces collatéraux sont créés plusieurs chapelles. En 1738, une chapelle Sainte-Anne est construite. Un nouveau chœur est construit au XVe siècle pour remplacer l'ancien. Fin XVe siècle-début XVIe, la nef principale est voûtée, décorée dans le style du chœur. Les chapelles sont restaurées en 1686 et 1701.
Vers 1180, Étienne, chevalier de Wismes, possède l'autel de la paroisse d'Audembert. Il s'agit d'un fief à lui concédé par l'évêque de Thérouanne et que lui-même a confié en arrière-fief à un nommé Milon.
Les terres de Wismes appartenaient à Jeanne de Fosseux, qui les fit entrer dans la famille de Montmorency à la suite de son mariage avec Jean II de Montmorency en 1422. Les Montmorency (Robert de Montmorency (mort en 1554), puis Françoise de Montmorency (mention en 1569)) dirigent Wismes jusqu'en 1572. Antoine de Lalaing acquiert les terres en se mariant avec Éléonore de Montmorency en 1572. En 1600, faute d'héritier, la seigneurie est saisie par la justice. Elle est vendue au seigneur Allart de Croix en 1608 (mort en 1634) puis à Blocquel de Lamby. En 1759, Wismes est érigée en baronnie par lettres patentes du roi Louis XV.
En 1789, Wismes appartient à Adrien Blocquel de Croix.
La plus ancienne mention se trouve dans les registres de la charte de l'abbaye Saint-Omer[réf. nécessaire]. Le 30 octobre 1800 (le 9 brumaire), Wismes fait partie du canton de Lumbres[réf. nécessaire]. En 1840 la première école du village est construite[réf. nécessaire].

## Politique et administration

### Découpage territorial
La commune se trouve dans l'arrondissement de Saint-Omer du département du Pas-de-Calais.

#### Commune et intercommunalités
La commune est membre de la communauté de communes du Pays de Lumbres.

#### Circonscriptions administratives
La commune est rattachée au canton de Lumbres.

#### Circonscriptions électorales
Pour l'élection des députés, la commune fait partie de la sixième circonscription du Pas-de-Calais.

### Élections municipales et communautaires

#### Liste des maires
| Période                                  | Période                     | Identité         | Étiquette | Qualité                                                                   |
| ---------------------------------------- | --------------------------- | ---------------- | --------- | ------------------------------------------------------------------------- |
| Les données manquantes sont à compléter. |                             |                  |           |                                                                           |
| ?                                        | 1983                        | Jean-Louis Wache |           |                                                                           |
| 1983                                     | mai 2020                    | Jean-Luc Hochart | DVD       | Professeur d’histoire-géographie retraité Réélu pour le mandat 2014-2020, |
| 26 mai 2020                              | En cours (au 16 avril 2022) | Sandrine Merlo   |           | Professeur des écoles,                                                    |

## Population et société

### Démographie

#### Évolution démographique
L'évolution du nombre d'habitants est connue à travers les recensements de la population effectués dans la commune depuis 1793. Pour les communes de moins de 10 000 habitants, une enquête de recensement portant sur toute la population est réalisée tous les cinq ans, les populations de référence des années intermédiaires étant quant à elles estimées par interpolation ou extrapolation. Pour la commune, le premier recensement exhaustif entrant dans le cadre du nouveau dispositif a été réalisé en 2008.

En 2022, la commune comptait 503 habitants, en évolution de +4,14 % par rapport à 2016 (Pas-de-Calais : −0,72 %, France hors Mayotte : +2,11 %).
| 1793 | 1800 | 1806 | 1821 | 1831 | 1836 | 1841 | 1846 | 1851 |
| ---- | ---- | ---- | ---- | ---- | ---- | ---- | ---- | ---- |
| 470  | 523  | 529  | 537  | 622  | 600  | 606  | 610  | 600  |

| 1856 | 1861 | 1866 | 1872 | 1876 | 1881 | 1886 | 1891 | 1896 |
| ---- | ---- | ---- | ---- | ---- | ---- | ---- | ---- | ---- |
| 560  | 563  | 545  | 505  | 517  | 464  | 424  | 468  | 499  |

| 1901 | 1906 | 1911 | 1921 | 1926 | 1931 | 1936 | 1946 | 1954 |
| ---- | ---- | ---- | ---- | ---- | ---- | ---- | ---- | ---- |
| 523  | 500  | 487  | 433  | 422  | 435  | 430  | 454  | 423  |

| 1962 | 1968 | 1975 | 1982 | 1990 | 1999 | 2006 | 2008 | 2013 |
| ---- | ---- | ---- | ---- | ---- | ---- | ---- | ---- | ---- |
| 458  | 446  | 435  | 449  | 497  | 525  | 513  | 509  | 495  |

| 2018 | 2022 | - | - | - | - | - | - | - |
| ---- | ---- | - | - | - | - | - | - | - |
| 499  | 503  | - | - | - | - | - | - | - |

#### Pyramide des âges
En 2018, le taux de personnes d'un âge inférieur à 30 ans s'élève à 30,2 %, soit en dessous de la moyenne départementale (36,7 %). À l'inverse, le taux de personnes d'âge supérieur à 60 ans est de 29,0 % la même année, alors qu'il est de 24,9 % au niveau départemental.
En 2018, la commune comptait 273 hommes pour 226 femmes, soit un taux de 54,71 % d'hommes, largement supérieur au taux départemental (48,50 %).
Les pyramides des âges de la commune et du département s'établissent comme suit.
| Hommes | Classe d’âge | Femmes |
| ------ | ------------ | ------ |
| 0,0    | 90 ou +      | 2,2    |
| 10,3   | 75-89 ans    | 12,4   |
| 16,1   | 60-74 ans    | 17,7   |
| 23,8   | 45-59 ans    | 27,0   |
| 15,8   | 30-44 ans    | 15,0   |
| 16,5   | 15-29 ans    | 11,1   |
| 17,6   | 0-14 ans     | 14,6   |

| Hommes | Classe d’âge | Femmes |
| ------ | ------------ | ------ |
| 0,5    | 90 ou +      | 1,6    |
| 5,6    | 75-89 ans    | 8,9    |
| 16,7   | 60-74 ans    | 18,1   |
| 20,2   | 45-59 ans    | 19,2   |
| 18,9   | 30-44 ans    | 18,1   |
| 18,2   | 15-29 ans    | 16,2   |
| 19,9   | 0-14 ans     | 17,9   |

## Lieux et monuments

### Église (monument historique)
Wismes est un village situé aux confins du Boulonnais et de l’Artois et qui s’est développé dans un vallon boisé dépendant de l’Aa.

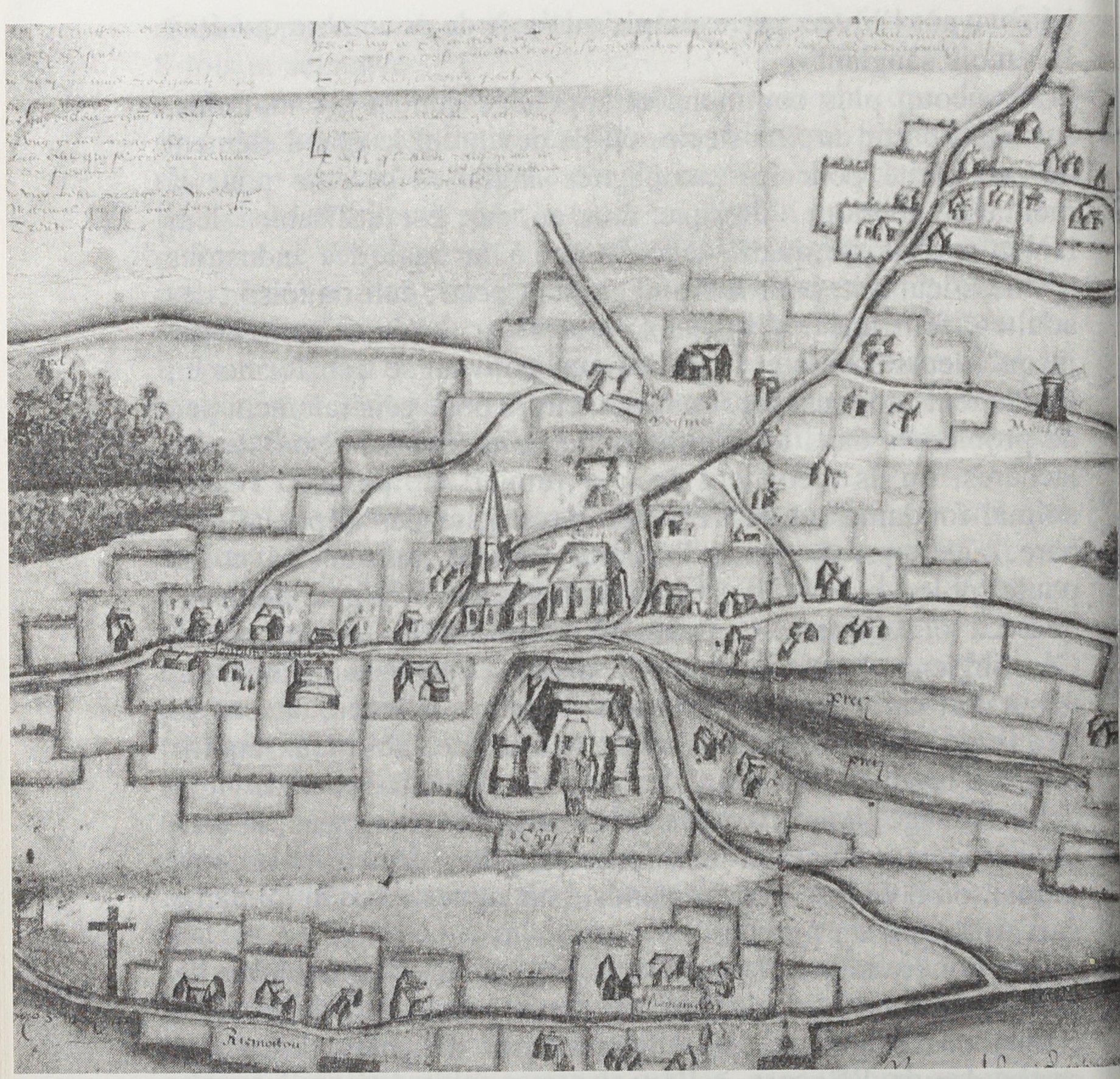
Reproduction en noir et blanc d'un plan de la seigneurie de Wismes (date inconnue, fin du Moyen Âge). On peut y voir l'église Saint-André face au château, aujourd'hui disparu.

Son église saint André se signale par la mince flèche de son clocher occidental de plan octogonal qui est lui-même porté en encorbellement sur le pignon de la nef. Elle est construite en bordure de la route principale au pied de la colline dont la pente est occupée par le cimetière ; les eaux de ruissellement ont accumulé les terres sur son flanc nord qui s’est trouvé donc partiellement enterré, ses maçonneries se trouvant ainsi rongées par l’humidité. L’édifice se compose d’une nef de quatre travées flanquée au sud d’un bas-côté étroit et au nord de deux chapelles rectangulaires de largeurs inégales. Son chœur plus large et plus haut que la nef, long de trois travées s’achève par une abside à trois pans. L'église est classée par arrêté du 1er juillet 1932.

### Château
Un château seigneurial, de plan rectangulaire et flanqué de tours d’angle, se situait au sud (ses dispositions sont connues par un plan du XVIe siècle, il avait dû être construit au siècle précédent). Le château, de style gothique ou renaissance, se situe face à l'église.
Les défenses du château sont démantelées à la Révolution française en 1792. En 1849, il n'en subsistait qu'une tour et une ferme. En 1873, le château est décrit ainsi : « son vieux château gothique, avec ses restes d'épaisses murailles, ses tourelles à demi-démantelées, les pierres désassemblées de son corps-de-logis, ses débris d'enceinte et de fortifications et ses fossés çà et là comblés, qui protestent à l'envi contre la destruction et l'oubli dont ils sont menacés ».
Au XXIe siècle, seule la motte castrale du château subsiste.
Un plan de la seigneurie de Wismes, issu des archives personnelles d'Armel de Wismes, est largement repris et étudié par les manuels scolaires d'histoire en France à partir de 2010.

### Autres monuments

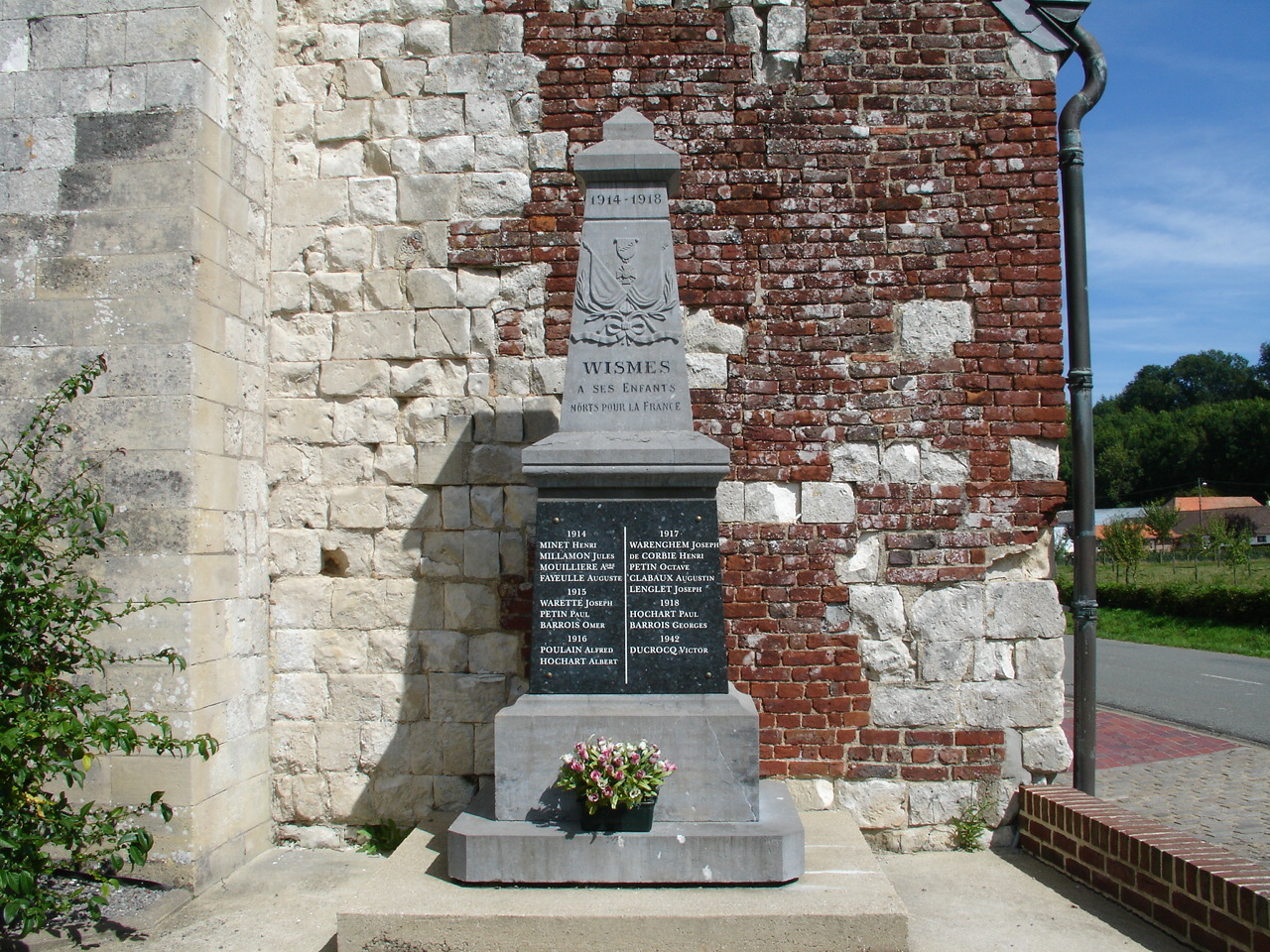
Monument aux morts.

- L'église Saint-Pierre.
- Le monument aux morts.

### Personnalités liées à la commune

#### Seigneurs de Wismes
- Allard François de Blocquel, chevalier, est au XVIIe siècle seigneur de Wismes, Lambry, Angre (Angre? Angres?), Liévin. Il a été enterré dans l'abbaye Notre Dame de Loos, près de Lille, où étaient visibles son épitaphe, ses armoiries et celle de ses ascendants paternels et maternels. Il est d'une ancienne famille noble qui a pris ses alliances dans des familles nobles (famille de René de Vos de Stenvich, chevalier, conseiller du roi d'Espagne; famille de Pierre Ignace de Beauffort (famille de Beauffort), écuyer, seigneur de Warnicamp;  famille d'Aumale) et a de ce fait des parentés avec la maison de Montmorency, la maison de Nesle, la maison de Schombert (famille von Schönberg)[53].
- Adrien Antoine de Blocquel de Croix, petit-fils d'Allard François, écuyer, seigneur de Wismes, Liévin, Lambry, mayeur héréditaire de Naves et de Marcoing, reçoit en juin 1720, des lettres de chevalerie données à Paris[53]. En mai 1724, des lettres données à Versailles l'autorisent lui et ses descendants légitimes à décorer l'écusson de leurs armes d'une couronne de cinq fleurons et de prendre deux griffons pour support[54].

#### Autres personnalités
- Saint Maxime y est passé et une source porte son nom.
- Armel de Wismes, baron de Wismes.
- Le général de Gaulle s'est rendu à l'église de Wismes lors de l'enterrement de son parrain.

### Héraldique
| Blason de Wismes | Blason  | D'argent à la croix d'azur ; à l'écusson du champ chargé d'un chevron de gueules accompagné de trois merlettes de sable, brochant le tout. |
| Blason de Wismes | Détails | Armes de la famille de Blocquel de Croix de Wismes, dont faisait partie Antoine de Blocquel, seigneur de Wismes et de Saint-Pierre (aujourd'hui hameau de la commune) et fait baron de Wismes en 1759. Le statut officiel du blason reste à déterminer. |

## Pour approfondir